# Шнајдер (Индијана)
Шнајдер (енгл. Schneider) град је у америчкој савезној држави Индијана.

## Демографија
По попису из 2010. године број становника је 277, што је 40 (-12,6%) становника мање него 2000. године.
| Група             | 2000.       | 2010.       |
| Белци             | 309 (97,5%) | 265 (95,7%) |
| Афроамериканци    | 1 (0,3%)    | 0 (0,0%)    |
| Азијати           | 0 (0,0%)    | 3 (1,1%)    |
| Хиспаноамериканци | 2 (0,6%)    | 7 (2,5%)    |
| Укупно            | 317         | 277         |